# Charles Crupelandt
Charles Crupelandt (Wattrelos, 23 oktober 1886 - Roubaix, 18 februari 1955) was een Frans wielrenner. Hij behaalde enkele etappezeges in de Ronde van Frankrijk, maar zijn grootste successen kende hij toen hij als plaatselijke renner zowel in 1912 als in 1914 Parijs-Roubaix op zijn naam schreef.

## Levensloop

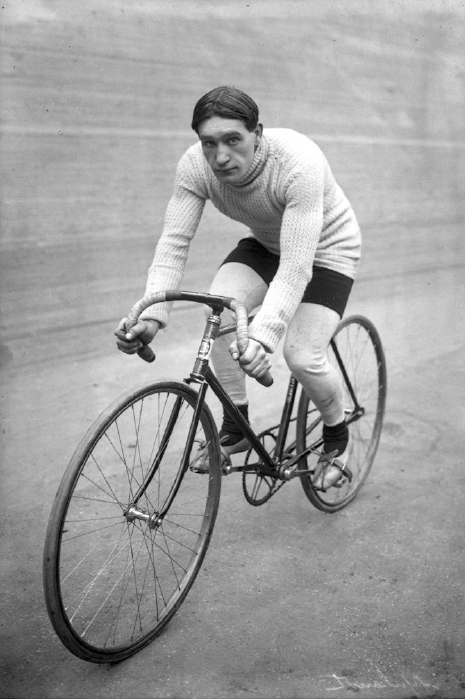
Charles Crupelandt (1913)

Crupelandt woonde en werkte als arbeider in Roubaix. Hij gold als een van de meest talentrijke renners van zijn generatie. Zijn carrière werd gebroken door de Eerste Wereldoorlog. Hij diende in het Franse leger en werd gewond. Hij werd onderscheiden met het Croix de guerre. In 1917 liep hij een veroordeling op voor enkele kleinere misdrijven. Dit leverde hem een strafblad op en om deze reden werd hij levenslang geschorst door de Franse wielerbond. Hij probeerde desondanks zijn carrière verder te zetten bij een concurrerende federatie. Dit leverde hem nog verschillende overwinningen op, waaronder twee niet-officiële Franse kampioenentitels in 1922 en 1923.
Hij stierf in 1955 als invalide; zijn beide benen moesten worden geamputeerd.

## Belangrijkste overwinningen
1910
- 6e etappe Ronde van Frankrijk

1911
- 4e etappe Ronde van Frankrijk
- 7e etappe Ronde van Frankrijk

1912
- 1e etappe Ronde van Frankrijk
- Parijs-Roubaix

1913
- Parijs-Tours

1914
- Frans kampioen op de weg, Elite
- Parijs-Roubaix

## Resultaten in voornaamste wedstrijden
| Jaar | Ronde van Italië | Ronde van Frankrijk | Ronde van Spanje |
| ---- | ---------------- | ------------------- | ---------------- |
| 1906 |                  | opgave              |                  |
| 1907 |                  | opgave              |                  |
| 1910 |                  | 6e (1)              |                  |
| 1911 |                  | 4e (2)              |                  |
| 1912 |                  | opgave (1)          |                  |
| 1913 |                  | opgave              |                  |
| 1914 |                  | opgave              |                  |

| Jaar | Milaan-San Remo | Parijs-Roubaix | Ronde van Lombardije | Parijs-Brussel | Parijs-Tours |
| ---- | --------------- | -------------- | -------------------- | -------------- | ------------ |
| 1906 |                 |                |                      |                |              |
| 1907 |                 |                |                      | Zilver         |              |
| 1910 |                 | 5e             |                      | 14e            |              |
| 1911 |                 |                |                      | Brons          |              |
| 1912 | 26e             | ↑              | 20e                  |                |              |
| 1913 |                 | ↑              |                      | Brons          | Goud         |
| 1914 | ↑               | ↑              |                      |                |              |

## Eerbetoon
In 1996 werd vlak voor de Vélodrome André Pétrieux in Roubaix een kasseistrook van 300 m aangelegd, die naar hem werd genoemd: Espace Charles Crupelandt.
- International Standard Name Identifier: 0000 0000 3692 8768
- Library of Congress Control Number: n2003120312
- Virtual International Authority File: 75699038
- WorldCat: E39PBJhRGpQ3q3vffWcMqcxMT3